# Nathan Hart
Nathan Hart (Camberra, 4 de marzo de 1993) es un deportista australiano que compite en ciclismo en la modalidad de pista. Ganó una medalla de bronce en el Campeonato Mundial de Ciclismo en Pista de 2020, en la prueba de velocidad por equipos.

## Medallero internacional
| Campeonato Mundial | Campeonato Mundial | Campeonato Mundial | Campeonato Mundial    |
| Año                | Lugar              | Medalla            | Competición           |
| ------------------ | ------------------ | ------------------ | --------------------- |
| 2020               | Berlín (Alemania)  | Medalla de bronce  | Velocidad por equipos |